# Buštěhradská dráha
Buštěhradská dráha (BD; v dobových pramenech spíše B.E.B. z německého Buschtěhrader Eisenbahn) bylo obecné označení privátní železniční společnosti, která v letech 1855–1922 provozovala tratě v severozápadních Čechách spojující Kladensko, později i Krušné hory a Podkrušnohoří s Prahou. Označení „buštěhradská dráha“ se nadále používá pro její hlavní trať Praha – Kladno – Rakovník (moderním číslováním 120).

## Historie

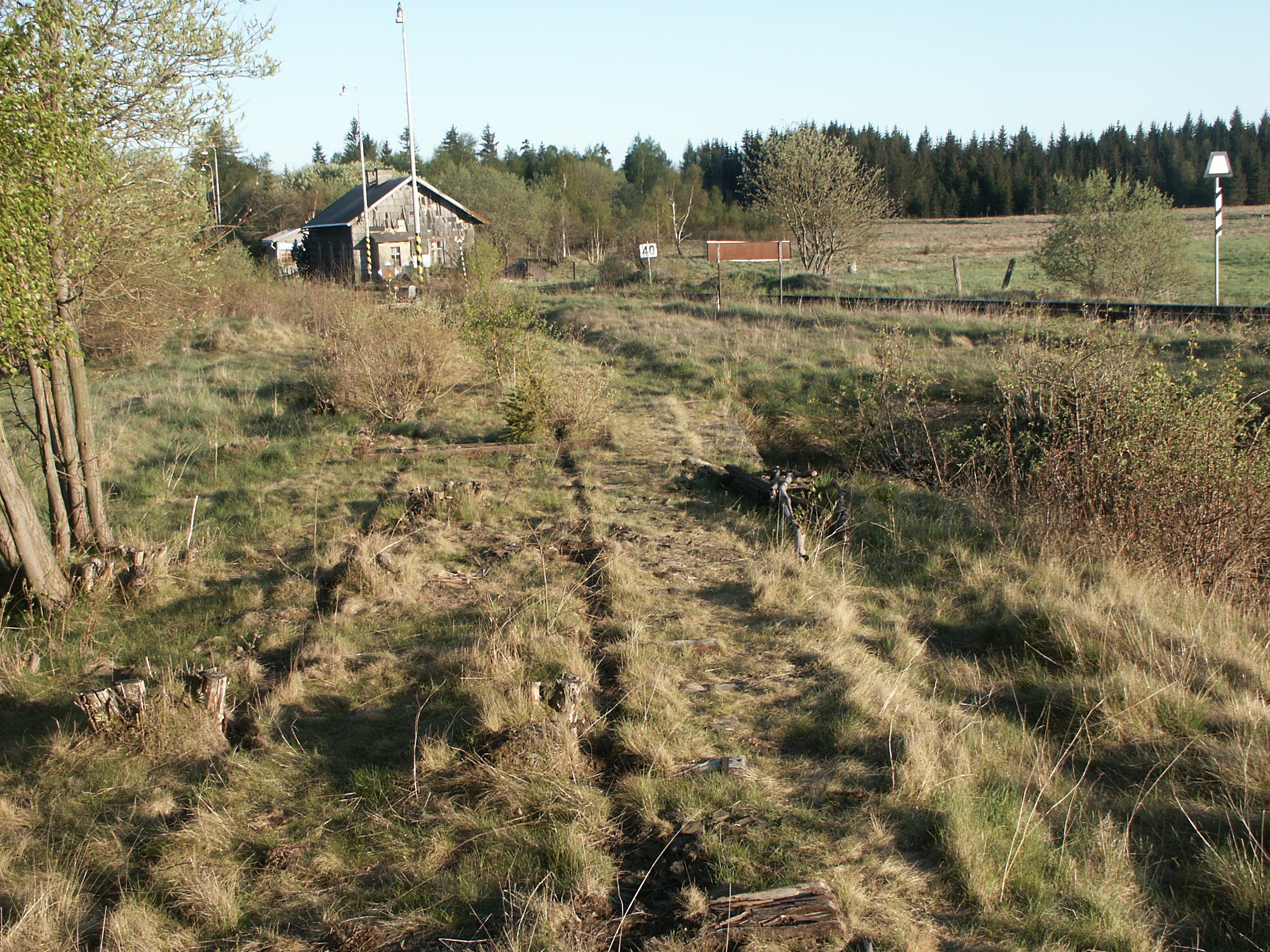
Stanice Křimov, opuštěná trať do Reitzenhainu (2007)

Rozvoj těžby uhlí na Kladensku v polovině 19. století vyvolal požadavek nahradit koněspřežnou dráhu ze 30. let výkonnějším dopravním prostředkem. V roce 1852 tak byla založena Buštěhradská železniční společnost (německy Buschtěhrader Eisenbahngesellschaft) a od 1. ledna 1855 obdržela koncesi k provozování parostrojní železnice. Jedním ze zakladatelů byl i známý podnikatel Vojtěch Lanna. V buštěhradském zámku mělo administrativní centrum jedno panství v majetku byvšího císaře Ferdinanda, a proto se někdy usuzuje, že to bylo důvodem pojmenování dráhy jako Buštěhradská. Kladno však bylo v té době malé městečko, kdežto Buštěhrad byl mnohem známější.
Společnost uvedla do provozu první trať 5. listopadu 1855, úsek Staré Kladno – Kralupy nad Vltavou o délce 20,5 kilometrů. V Kralupech trať navazovala na státní dráhu Praha–Podmokly a také zde byla možná překládka uhlí na lodě a jeho další doprava po Vltavě a Labi. Současně byla převzata stará trať koněspřežky mezi Starým Kladnem a Vejhybkou (dnes stanice Kladno) a přestavěna pro parostrojní provoz. Roku 1863 získala společnost koncesi k přestavbě koněspřežky v úseku Vejhybka–Bruska na parostrojní provoz a její prodloužení do Buben, 11. ledna 1867 následovala osmdesátiletá koncese pro zbylý úsek Vejhybka–Lány (dnešní stanice Stochov), do níž byly zahrnuty i dosavadní úseky. Při přestavbě byly některé úseky trasovány nově.

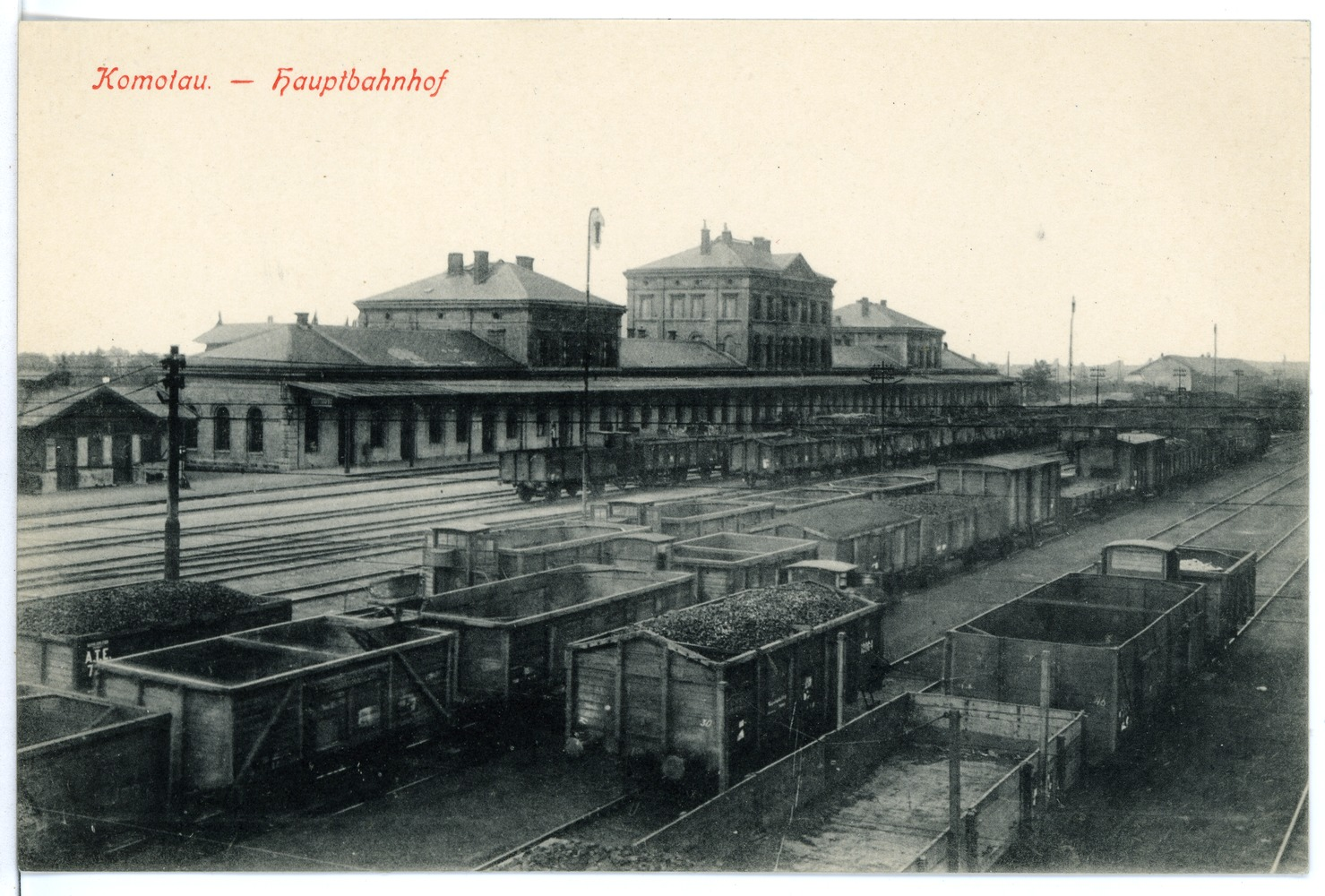
Chomutovské nádraží 1913 (kolejiště Ústecko–teplické dráhy)

Na základě požadavku na železniční spojení od producentů cukru a chmele na Žatecku a Lounsku a rozvoje těžby hnědého uhlí v Podkrušnohoří postupně Buštěhradská dráha rozvinula své trati do celé oblasti. (Na toto rozšíření byla vydána koncese 1. července 1868 s platností 90 let.) 4. února 1871 byl zahájen provoz na 83,8 kilometrů dlouhém úseku Lány–Chomutov, čímž Chomutov získal přímé spojení s Prahou. V Chomutově vystavěla BEB vlastní nádraží, které pak využívala společně s Ústecko-teplickou drahou.

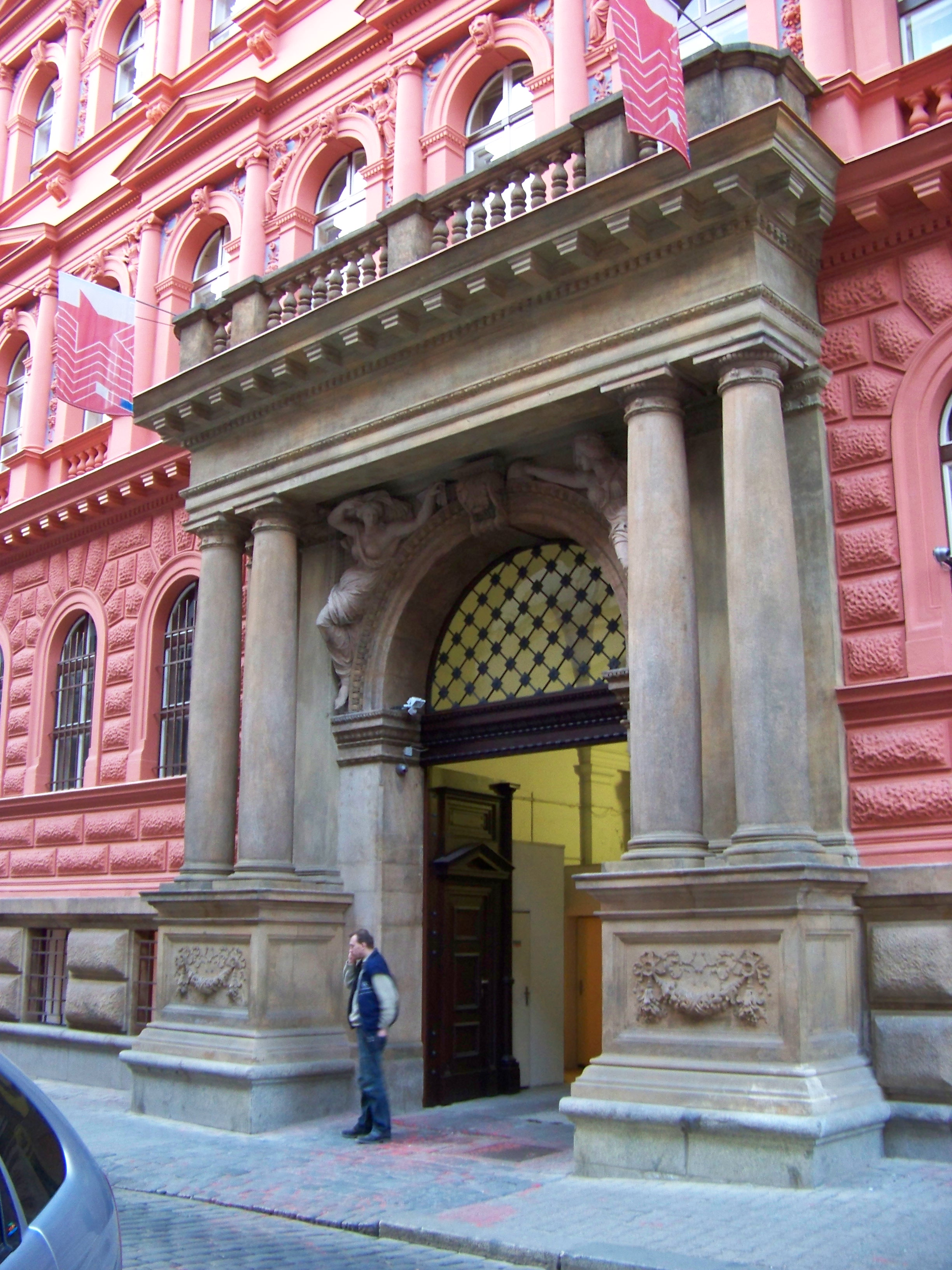
Masivní portál bývalé budovy BEB (stav 2011)

V letech 1871–1872 vznikla podle návrhu architekta Vojtěcha Ig. Ullmanna výstavná správní budova v tehdejší Bredovské ulici na Novém Městě (Politických vězňů čp. 1531/9, po roce 1989 sídlo KSČM).
3. března 1872 byl zahájen provoz na úseku Smíchov–Hostivice přes známé hlubočepské viadukty (moderní trať 122). Tím získala Buštěhradská dráha nové spojení s Prahou na průmyslový Smíchov, navíc sklonově příznivější než dejvická větev. V původních plánech bylo postavit na Smíchově nové, reprezentativní nádraží v oblasti Na Knížecí, tato myšlenka však byla opuštěna a zůstalo u provizorní zastávky Praha-Smíchov severní nástupiště.
Dne 1. srpna 1872 zahájila BD provoz na 57,7 kilometrů dlouhém jednokolejném úseku z Chomutova do Vejprt s odbočkou Křimov – Nová Ves (Hora Svatého Šebestiána) s napojením na saskou železniční síť v Reitzenhainu. Dne 1. března 1873 byl uveden do provozu dvanáctikilometrový úsek Chomutov–Kadaň–Prunéřov.
Také v následujících letech byla síť postupně rozšiřována, až v roce 1891 dosáhla největší délky 465 kilometrů.
Již před první světovou válkou se uvažovalo o zestátnění Buštěhradské dráhy. V roce 1918 vzniklé Československo zestátňování drah upřednostňovalo, a zákon ze dne 8. června 1923 o nabytí Buštěhradské železnice státem č. 124/1923 Sb. tak s účinností již od 1. ledna 1923 vykoupil „veškeré movité i nemovité jmění akciové společnosti Buštěhradská železnice („Ausschliessend priv. Buschtěhrader Eisenbahn“)“ za 34,4 miliónu Kč a úhradu závazků (prioritní obligace 4% v objemu 104,76 mil. Kč). Byla začleněna do ČSD stejně jako další soukromé tratě zestátněné v téže době. Hlavním důvodem, proč Buštěhradská dráha koncem ledna 1923 požádala o zestátnění, byly finanční problémy po válce. V letech 1921 a 1922 její hospodaření skončilo schodkem 32,8 miliónů korun.

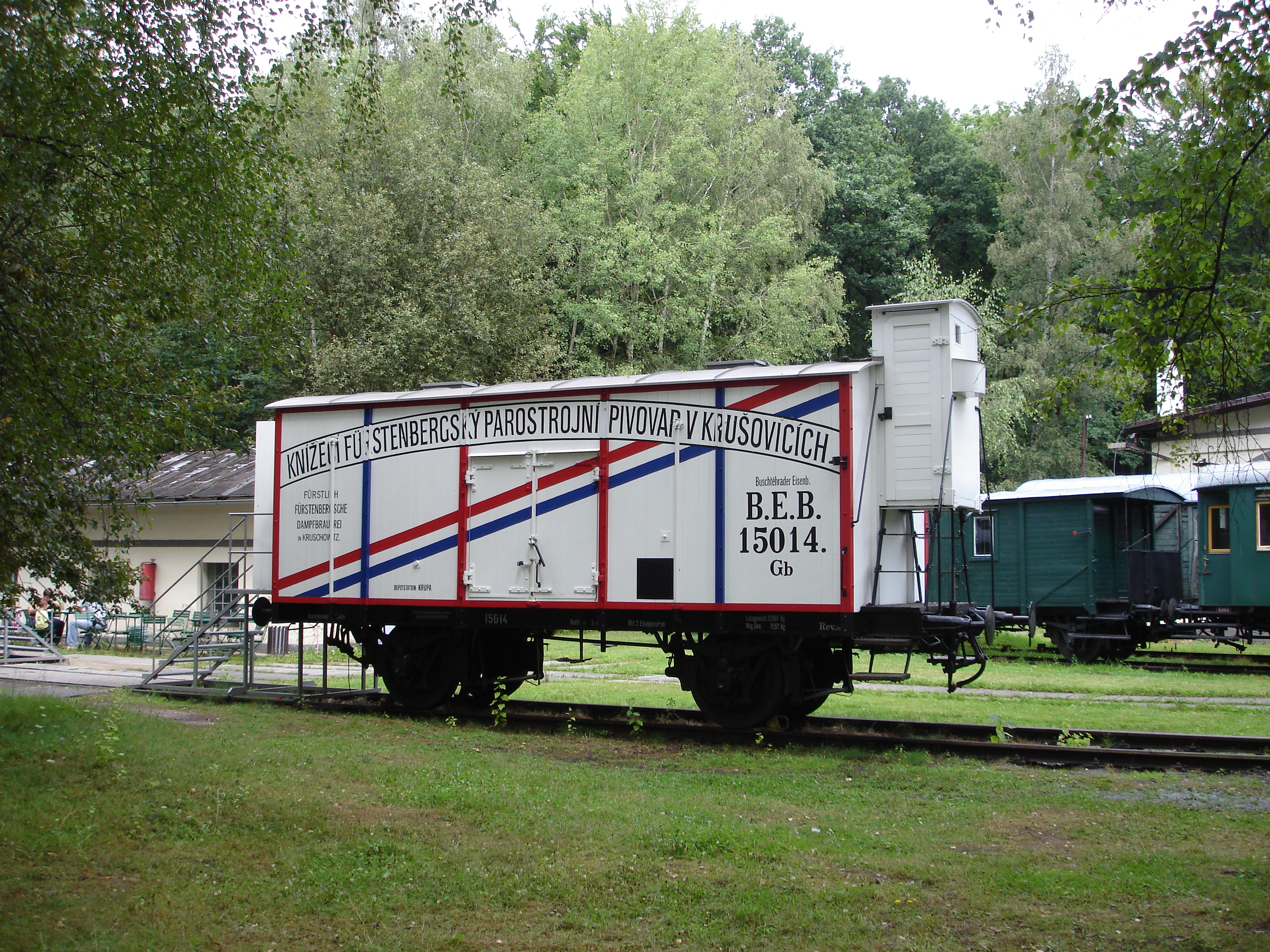
Krušovický pivovar přepravoval pivo v chladicích vozech BD (Železniční muzeum Lužná u Rakovníka; 2008)

## Vozidla
Na konci roku 1922 Buštěhradská dráha provozovala 254 lokomotiv, 226 tendrů, 330 osobních a 8366 nákladních vozů a 25 sněhových pluhů. Z lokomotiv společnosti se zachovaly tři ve sbírkách Národního technického muzea – lokomotiva Kladno z roku 1855 jako nejstarší dochovaná lokomotiva v Čechách tvoří součást expozice v hlavní hale muzea; bývalá IIIa 272 (ČSD 324.391) jako neprovozní exponát je v železničním muzeu v Lužné u Rakovníka. Stroj 300.619 je také zapůjčen do Lužné.
| Řada | Číslo                        | Uspořádání | Rok výroby | Výrobce                                   | řada ČSD    | Obrázek                                |
| ---- | ---------------------------- | ---------- | ---------- | ----------------------------------------- | ----------- | -------------------------------------- |
| I    | 101–105                      | C2' n2t    | 1855–1861  | Lokomotivfabrik der StEG                  |             | Lokomotiva Lokomotivfabrik der StEG    |
| Ia   | 401–422                      | C n2t      | 1890–1906  | Wiener Neustadt, Floridsdorf, BMMF        | 300.601–623 | Lokomotiva Lokomotivfabrik Floridsdorf |
| II   | 106–112                      | C n2       | 1863–1868  | Lokomotivfabrik der StEG                  |             |                                        |
| III  | 113–170                      | C n2       | 1870–1873  | Lokomotivfabrik der StEG, Floridsdorf     | 322.201–254 |                                        |
| IIIa | 180–277                      | C n2       | 1887–1907  | Wiener Neustadt, Lokomotivfabrik der StEG | 324.301–396 | Lokomotiva Lokomotivfabrik der StEG    |
| IV   | 201–203 (do r. 1887) 301–306 | D n2       | 1884, 1890 | Wiener Neustadt                           | 412.001–006 |                                        |
| IVa  | 351–355                      | D n2       | 1909       | BMMF                                      | 413.101–105 |                                        |
| V    | 1–20                         | 1B n2      | 1870–1872  | Sächsische Maschinenfabrik/Chemnitz       | 232.201–220 |                                        |
| Va   | 501–506                      | 1'E1' n2t  | 1918       | BMMF                                      | 524.101–106 | Lokomotiva ČKD                         |
| VI   | 81–84                        | 1B n2      | 1873       | Kessler/Karlsruhe                         |             |                                        |
| VII  | 90–96                        | 2'B n2     | 1887–1897  | Wiener Neustadt                           | 253.301–307 |                                        |
| VIII | 51–73                        | 2'C n2     | 1898–1914  | Lokomotivfabrik der StEG                  | 354.425–447 | Lokomotiva Lokomotivfabrik der StEG    |

## Tratě BD
| Trať                                                                           | Stavební délka (km) | První otevření                                                                          | Dokončení                                                                               | Poznámka                                                                                |
| ------------------------------------------------------------------------------ | ------------------- | --------------------------------------------------------------------------------------- | --------------------------------------------------------------------------------------- | --------------------------------------------------------------------------------------- |
| Dubny–Staré Kladno                                                             | 02,690              | 5. listopad 1855                                                                        | 5. listopad 1855                                                                        | jen místní nákl. doprava                                                                |
| Wejhybka (Kladno)–Kralupy                                                      | 024,813             | 23. únor 1856                                                                           | 23. únor 1872                                                                           |                                                                                         |
| Praha (Bubna) – Lužná u Rakovníka Lužná u Rakovníka – Chomutov Chomutov – Cheb | 237,819             | 4. listopad 1863                                                                        | 1. březen 1873                                                                          |                                                                                         |
| Lužná-Líšany – Rakovník                                                        | 09,394              | 5. červen 1871                                                                          | 5. březen 1873                                                                          | místní dráha                                                                            |
| Březno u Chomutova – Kadaň-Prunéřov                                            | 010,251             | 9. listopad 1871                                                                        | 9. listopad 1871                                                                        |                                                                                         |
| Tršnice – Františkovy Lázně                                                    | 04,129              | 9. prosinec 1871                                                                        | 9. prosinec 1871                                                                        |                                                                                         |
| Praha-Smíchov – Hostivice                                                      | 019,334             | 3. březen 1872                                                                          | 3. březen 1872                                                                          |                                                                                         |
| Chomutov – Křímov (– Reitzenhain)                                              | 036,243             | 12. květen 1872                                                                         | 23. srpen 1875                                                                          | Úsek st. hranice – Reitzenhain ve vlastnictví Král. saských státních drah, pronajatý    |
| Chomutov – Vejprty hranice                                                     | 035,144             | 12. květen 1872                                                                         | 12. květen 1872                                                                         | Místní dráha; úsek Vejprty – st. hranice pronajat Král. saským státním drahám           |
| Sokolov – st. hranice (– Klingenthal)                                          | 027,786             | 1. červen 1876                                                                          | 1. říjen 1886                                                                           | místní dráha; úsek st. hranice – Klingenthal majetkem Král. saských státních drah       |
| Krupá–Kolešovice                                                               | 012,311             | 15. září 1883                                                                           | 15. září 1883                                                                           | místní dráha                                                                            |
| Celkem:                                                                        | 419,914             | roku 1910 obnášela celková délka včetně uhelných a průmyslových drah (61,50 km) ~481 km | roku 1910 obnášela celková délka včetně uhelných a průmyslových drah (61,50 km) ~481 km | roku 1910 obnášela celková délka včetně uhelných a průmyslových drah (61,50 km) ~481 km |

| Datum      | Traťový úsek                                       |
| ---------- | -------------------------------------------------- |
| 05.11.1855 | Kladno – Kladno-Dubí                               |
| 16.11.1855 | Kladno-Dubí – Kralupy nad Vltavou                  |
| 04.11.1863 | Praha-Dejvice – Kladno                             |
| 27.04.1868 | Praha-Dejvice – Praha-Bubny                        |
| 22.04.1869 | Kladno – Stochov                                   |
| 19.09.1870 | Cheb – Karlovy Vary                                |
| 04.02.1871 | Stochov – Chomutov                                 |
| 09.11.1871 | Ostrov nad Ohří – Prunéřov                         |
| 09.12.1871 | Tršnice – Františkovy Lázně                        |
| 12.05.1872 | Chomutov – Vejprty                                 |
| 03.07.1872 | Praha-Smíchov – Hostivice                          |
| 09.12.1872 | Ostrov nad Ohří – Karlovy Vary                     |
| 01.03.1873 | Prunéřov – Chomutov                                |
| 05.03.1873 | Lužná u Rakovníka – Rakovník                       |
| 23.08.1875 | Křímov – Rakovník                                  |
| 01.06.1876 | Sokolov – Kraslice-předměstí                       |
| 15.09.1883 | Krupá – Kolešovice                                 |
| 01.10.1886 | Kraslice-předměstí – Klingenthal                   |
| 15.04.1895 | Vojkovice – Kyselka (převzetí dráhy firmy Mattoni) |

## Tratě provozované BD
- Místní dráha Vojkovice – Kyselka (zprovozněna 1. února 1895)